# Laneco suffuscus
Laneco suffuscus är en fjärilsart som beskrevs av Frederick H. Rindge 1986. Laneco suffuscus ingår i släktet Laneco och familjen mätare. Inga underarter finns listade i Catalogue of Life.